# John Hume
John Hume (født 18. januar 1937, død 3. august 2020) var en nordirsk republikansk politiker, der i 1998 sammen med David Trimble modtog Nobels fredspris. Han var leder af Social Democratic and Labour Party fra 1979 til 2001. Han var medlem af Europaparlamentet og medlem af det britiske parlament samt medlem af Nordirlands forsamling. Han betragtes som en af de vigtigste personer i Nordirlands nyere historie og en af arkitekterne i Nordirlands fredsproces. 
Han bebudede i starten af 2004 sin tilbagetrækning fra al politik og genopstillede derfor ikke til valget til Europaparlamentet samme år samt valget til det britiske parlament i 2005. Han døde den 3. august 2020.